# Micarta

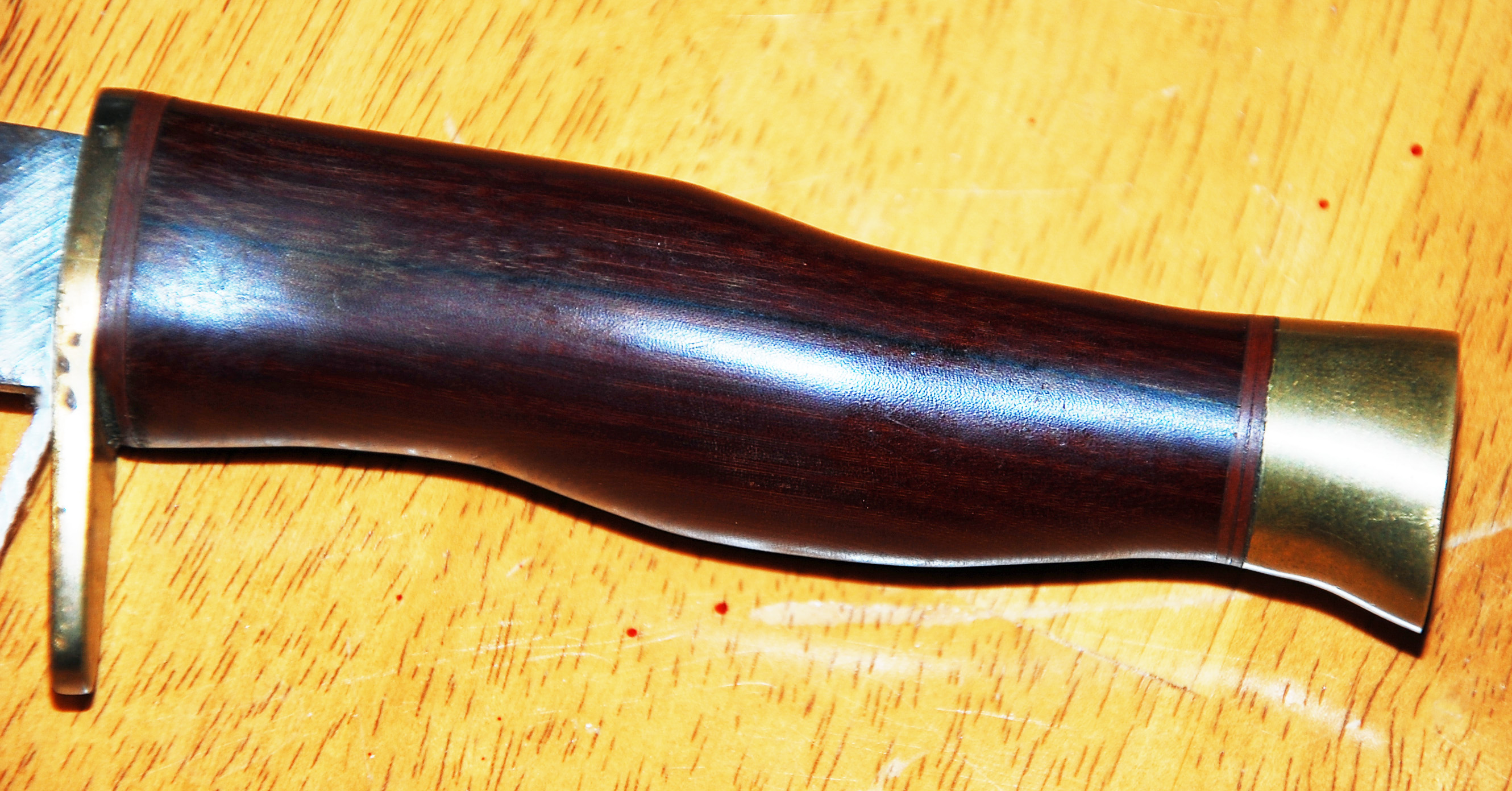
Le manche de ce couteau est fait en Micarta. Il a en effet de nombreux avantages pour un tel usage : il est très résistant à l'eau, il est très résistant à la rupture, il n'éclate pas, et il est très stable dans le temps. Il est donc intéressant pour la coutellerie, car il est très durable

Le Micarta est un stratifié décoratif haute pression à base de papier ou de coton mélangé avec de la résine phénolique.
Micarta est un nom de marque pour les composites à base de lin, de toile, de papier, de fibre de verre, de fibre de carbone ou autre en polymères thermodurcissables.
Il a été utilisé, à l'origine dans certaines applications électriques et décoratives. Micarta a été développé par George Westinghouse au moins dès 1910 en utilisant des résines phénoliques inventées par Leo Baekeland. Ces résines ont été utilisées pour imprégner le papier et les tissus de coton qui ont été durcis sous pression et à haute température pour produire des stratifiés. Au cours des dernières années, cette méthode de fabrication comprenait l'utilisation de tissu de fibre de verre et d'autres types de résines. Aujourd'hui, les stratifiés industriels haute pression Micarta sont fabriqués avec une grande variété de résines et de fibres. Le terme a été utilisé de manière générique pour la plupart des composés de fibres imprégnées de résine. Les usages courants du micarta sont par exemple: isolateurs électriques, supports de carte de circuit imprimé et ou poignées de couteaux... 
La marque Micarta est une marque déposée de Industrial Laminates / Norplex, Inc. (dba Norplex-Micarta).

## Processus de fabrication
Les stratifiés industriels Micarta sont des matériaux thermodurcissables à base de résine mélamine à base de phénolique, d'époxy, de silicone renforcé de fibres de verre, de liège, de coton, de papier, de fibres de carbone ou d'autres substrats. La feuille laminée industrielle Micarta est un matériau dur et dense fabriqué en appliquant de la chaleur et de la pression sur des couches de préimprégnés. Ces couches sont habituellement du papier cellulose, des tissus de coton, des tissus de fils synthétiques, des tissus de verre ou des fibres non tissés. Lorsque la chaleur et la pression sont appliquées sur les couches, une réaction chimique (polymérisation) transforme les couches en un composite stratifié.
Les stratifiés industriels Micarta sont fabriqués dans des dizaines de marques commerciales.

## Applications
La plus grande utilisation des stratifiés industriels Micarta est une isolation électrique haute résistance dans les équipements de production et de distribution d'énergie. Les stratifiés sont également utilisés dans les équipements lourds, l'aéronautique (tels que les pales d'hélice [1], peignes hydrauliques, isolateurs... ), l'automobile, l'équipement de bureau, les tableaux, les comptoirs, l'isolation électrique, insert entre les récipients sous pression ou les tuyaux et leurs supports, les applications décoratives, y compris des poignées, des frettes de guitare, des noix [2] et des pontets, ou des équipements de sécurité tels que des casques de protection. Entre 1935 et 1945, les ventilateurs de bureau de Power-Aire de Westinghouse ont utilisé des lamelles de Micarta. [Citation requise]
Le Micarta 259-2 a été utilisé comme bouclier thermique dans les premières ogives ICBM. [3]

## Propriété
La division et le nom de stratifié industriel de Micarta ont été achetés par Norplex en 2003, fusionnant deux des plus grands fabricants de stratifiés industriels aux États-Unis. Norplex fabrique encore Micarta et produit plus de 100 versions différentes de Micarta proposé en tôle, en tube, en bloc ou en tige.

## Pour approfondir